# Херцогство Аренберг
Херцогство Аренберг (на немски: Herzogtum Arenberg) е територия в Свещената Римска империя на територията на западна Вестфалия от средата на 12 век до 1794/1801 г. Преди това е било Господство Аренберг (по-късно Графство Аренберг). Трябва да се различава от последвалото Херцогство Аренберг-Мепен (1803 – 1810).
Името произлиза от река Ар и е управлявано от род Аренберги с резиденция в замъка Аремберг. Владетелите имат първо титлата господин (Herr), от 1509 г. – граф, от 1576 г. – княз (принц), и от 1644 г. – херцог.
Хайнрих фон Аренберг е през 1166 г. вицебургграф и по-късно бургграф в Кьолн. Йохан фон Аренберг продава през 1279 г. титлата бургграф на архиепископ Зигфрид фон Вестербург.
През 1280 г. първият род Аренберги прекратява своето съществуване и името и титлата отиват 1299 г. на графовете от Дом Ламарк и 1547 г. на Дом Линь (de Ligne).
През 1300 г. територията се казва „heyrschaf van Arnberch" и 1417 г. – „das lande van Arnberg".
През 1794 г. територията е окупирана от френската революционна войска. Източната част минава към Département de Rhin-et-Moselle, западната част към Département de la Roer във Франция.
Около 1800 г. херцогството има площ от 122 км² и има 2.900 жители. За компенсация на загубеното херцогство на 9 февруари 1801 г. на последния херцог Лудвиг Енгелберт се дава на 25 февруари 1803 г. Мепен в Емсланд и Фест Реклингхаузен като херцогство Аренберг-Мепен.